# Халит ефенди джамия
Халит ефенди джамия или Бедър джамия (на македонска литературна норма: Халит ефенди џамија, Бедр џамија) е средновековен мюсюлмански храм в село Слупчане, Кумановско, Северна Македония. Според архивни данни от Кумановското мюфтийство джамията е от 1415 година. Изградена е от местното население и многократно е реконструирана. Последните обнови са в 1936, в 1969 и в 1987 година. В 1994 е реконструирана цялата джамия заедно с минарето и е поставена мраморна плоча с името „Бедър“.